# Mohammad Mokhtari

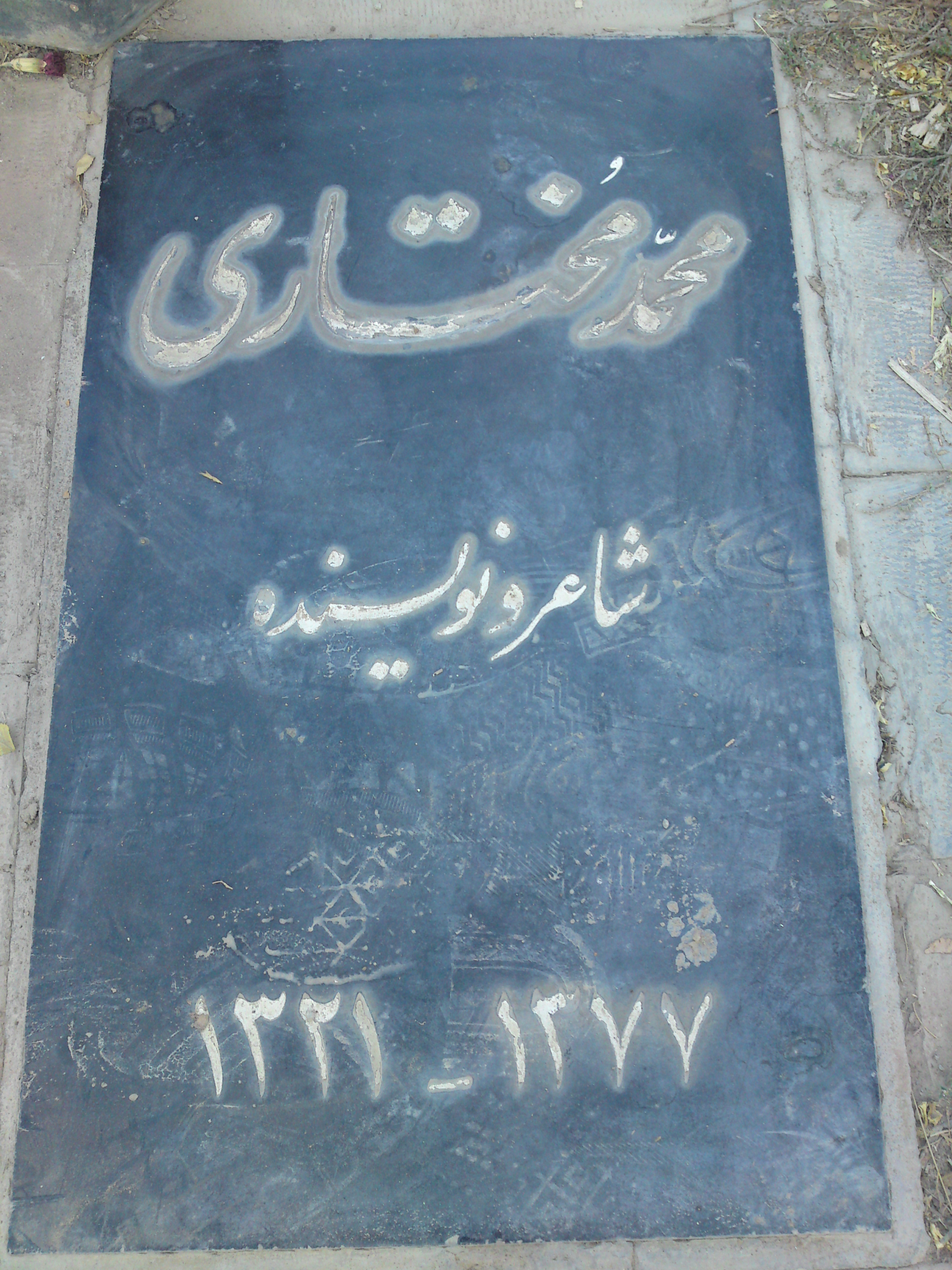
Grabstein des Mohammad Mokhtari

Mohammad Mokhtari (persisch محمد مختاری Mohammad Mochtari, * 21. April 1942; † Dezember 1998) war ein iranischer Schriftsteller und Dichter. Er wurde Opfer der Kettenmorde. Am 3. Dezember 1998 verschwand Mohammad Mokhtari und wurde sieben Tage später tot aufgefunden.
Zusammen mit Mohammad Dscha’far Puyandeh, Huschang Golschiri, Kazem Kordavani, Ali Aschraf Darvischiyan und Mansur Kuschan gründete er den unabhängigen Schriftstellerverband Kanun. Mohammad Ja’far Puyandeh wurde seit dem 9. Dezember 1998 vermisst und ebenfalls am 13. Dezember 1998 getötet aufgefunden. Sein Tod reihte sich ein in eine lange Serie von Morden an Intellektuellen und Oppositionellen, die unter der Bezeichnung „Kettenmorde“ bekannt wurden. Mit den Morden wird das iranische Informations- und Geheimdienstministerium unter Gholamhossein Mohseni-Eschei und der spätere Innenminister Mostafa Pour-Mohammadi in Verbindung gebracht.